# Lilli de Nooijer
Lilli de Nooijer (Hamburg, 30 juli 2002) is een Nederlandse hockeyspeelster.

## Persoonlijk
Lilli de Nooijer is de dochter van voormalig internationals Teun de Nooijer en Philippa Suxdorf.

## Carrière

### Nederlandse competitie
In de Hoofdklasse hockey speelt de Nooijer vanaf 2023 HGC als middenvelder. Hiervoor speelde ze als middenvelder voor HC Bloemendaal.

### Nederlands elftal onder 21
De Nooijer debuteerde in het Netherlands elftal onder 21 in 2022. Ze was deel van het team dat een bronzen medaille won op de EuroHockey Junior Championship in Gent.
In 2023 werd ze opgenomen in het team voor de FIH Junior World Cup in Santiago.

### Oranje
De Nooijer werd in 2022 voor het eerst opgeroepen voor het Nederlands seniorenelftal. Ze debuteerde voor Oranje tijdens het derde seizoen van de FIH Pro League en speelde haar eerste wedstrijden tegen India in Bhubaneswar.